# La course à la perruque
La course à la perruque è un cortometraggio del 1906 diretto da Georges Hatot e André Heuzé.

## Trama
Un venditore di palloncini dorme su una panchina, dei bambini glieli rubano e poi li mettono sul cappello di una signora. A questo punto il cappello con attaccata la parrucca vola via e la signora incomincia la corsa verso il cappello con attaccata la parrucca, seguita dal venditore di palloncini ed da una grande e variegata folla. I palloncini con il cappello e la parrucca trasportati dal vento costringono gli inseguitori ad eseguire prodigi di acrobazie, prima sopra gli alberi poi su un palo di telegrafo, attraversando la Senna e persino nella Torre Eiffel. I palloncini con il cappello e la parrucca infine entrano in un appartamento da una finestra, si infilano nel camino ed escono dal tetto e tutte le persone fanno lo stesso percorso. A questo punto i palloncini calano lentamente e tutti scendono dal tetto, i bambini corrono e li afferrano gettando il cappello con la parrucca così finalmente la signora li recupera ma nel frattempo passa una spazzatrice che li infila in una fogna.

## Distribuzione[1]

### Programmazione
- Vitographe americano, Music-Hall di Renaissance, Parigi, 11.5.1906
- Cinématographe Bellecour, Lione, dal 30.5 al 5.6.1906
- Mondial Cinéma, Circo, Rouen, dal 5 all'11.10.1906